# Fomoza ziemniaka

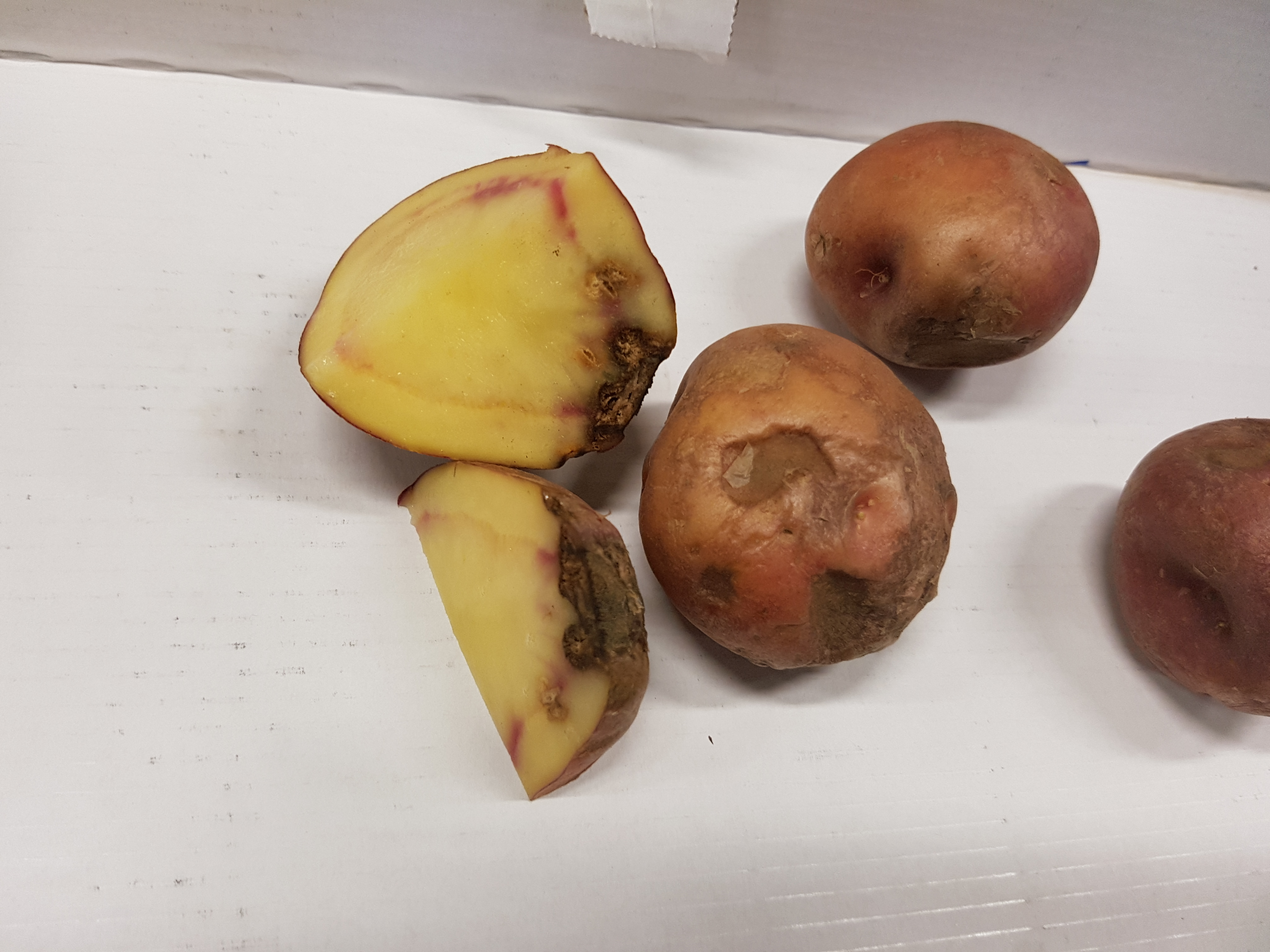

Fomoza ziemniaka (ang. gangrene of potato) – grzybowa choroba ziemniaka wywołana przez dwa gatunki grzybów: Boeremia foveata i Boeremia exigua.

## Występowanie i objawy
Po raz pierwszy w Europie fomozę ziemniaka zaobserwowano w Szkocji w 1930 r. Prawdopodobnie została tu przywieziona wraz z materiałem hodowlanym. Od tego czasu rozprzestrzeniła się na innych obszarach uprawy ziemniaków.
Choroba ujawnia się późno, głównie w okresie przechowywania ziemniaków. Na bulwach porażonych przez gatunki z rodzaju Boeremia powstają brązowe, butwiejące plamy, w końcowej fazie jasne i tworzące jamki, w których rozwija się grzybnia. Jamki te przypominają odcisk kciuka. Początkowo grzybnia jest biaława, potem różowofioletowa. Ponadto na skórce bulw pojawiają się bardzo małe brodawki o wysokości 0,1 mm. Są to pyknidia patogenów. Na przekroju bulwy strefa porażona różni się barwą od zdrowej.
Objawy fomozy ziemniaka są podobne do tych spowodowanych przez suchą zgniliznę bulw ziemniaka. Jednak przy fomozie na powierzchni bulw nie tworzy się nalot, a ziemniak wewnątrz początkowo ma barwę od łososioworóżowej do pomarańczowej, w końcu purpurowoszarą. Jest też wyraźna różnica na brzegach plam; przy suchej zgniliźnie są one rozmyte, przy fomozie wyraźnie odgraniczone od zdrowej tkanki.
Niektóre odmiany patogenów porażają także nadziemne części pędów ziemniaka. W sprzyjającym im warunkach powodują powstanie plam na liściach. W ich obrębie pod skórką liści tworzą się pyknidia. Pozornie może to przypominać alternariozę ziemniaka, ale plamy te są czarne, a przy alternariozie brązowe. Na dokładkę plamy spowodowane przez fomozę łączą się z sobą, wskutek czego liść wygląda jak wypalony.

## Epidemiologia
Obydwa gatunki wywołujące fomozę zimują w glebie w porażonych bulwach lub pędach ziemniaków, które nie zostały zebrane z pola (resztki pożniwne). Mogą w nich przetrwać od jednego do dwóch lat. W tym czasie na bulwach i łodygach ziemniaków tworzą pyknidia. Wydostają się z nich zarodniki, które pod koniec wegetacji infekują nowe bulwy. Kiełkujące zarodniki wypuszczają strzępkę rostkową wnikającą do bulw głównie przez miejsca uszkodzone, przetchlinki lub oczka. Uszkodzenia bulw mogą być typu mechanicznego, spowodowane przez sprzęt rolniczy, lub mogą je powodować inne choroby ziemniaka lub szkodniki. Wewnątrz bulwy ziemniaka rozrasta się grzybnia patogenów powodując jej gnicie od środka. Zwykle następuje to w styczniu lub lutym. Choroba częściej niż w kopcach rozwija się w chłodnych przechowalniach, gdyż sprzyjają jej niskie temperatury.
Różne kultywary ziemniaka charakteryzują się różną podatnością na fomozę.

## Ochrona
Porażonych bulw ziemniaka nie można już uleczyć. Można zapobiegać chorobie poprzez następujące działania:
- do sadzenia używać tylko zdrowe sadzeniaki
- wykopki ziemniaków należy przeprowadzić zaraz po obumarciu i opadnięciu pędów nadziemnych
- przez 1–2 tygodnie po zbiorze bulwy przechowywać w temperaturze 16–20 °C. Umożliwia to odtworzenie się uszkodzonego naskórka
- bulwy przeznaczone na sadzeniaki można w pierwszym tygodniu po zbiorze zaprawić fungicydami
- fungicydy stosowane do zwalczania rizoktoniozy ziemniaka ograniczają również rozwój fomozy[3].